# Chana Taurustar

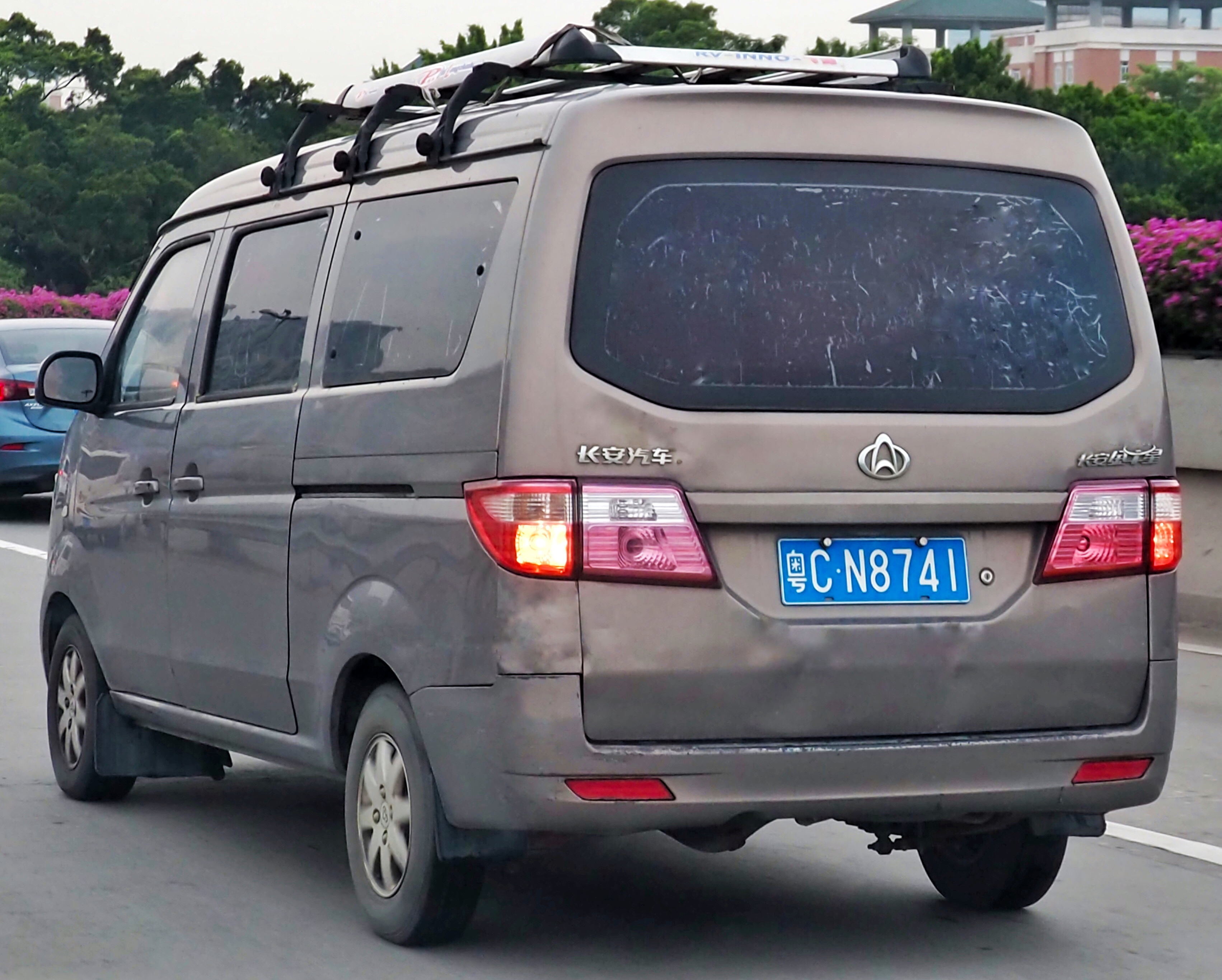
Вид сзади

Chana Taurustar — микровэн, выпускавшийся суббрендом Chana китайской компании Changan Automobile.

## Описание
Впервые Chana Taurustar был представлен 16 ноября 2010 года. Taurustar представлял собой премиальную версию микровэна Chana Star S460. Оба автомобиля имели одинаковую колёсную базу и оснащались тем же 1,3-литровым двигателем мощностью 82 кВт.
Автомобили Chana Taurustar имели отдельный логотип. Бренд Chana был подвергнут критике за то, что у него была графика, напоминающая быка из логотипа Lamborghini. Логотип был призван выделить микровэн как флагман в линейке лёгких коммерческих автомобилей «Star».
В мае 2014 года Chana Taurustar прошёл фейслифтинг и стал называться Chana Star 7. 1,3-литровый двигатель уступил место 1,4-литровому.

## Электромобили
Было выпущено несколько ребеджинговых электромобилей на базе Chana Taurustar.

### Nanjing Golden Dragon Skywell D07

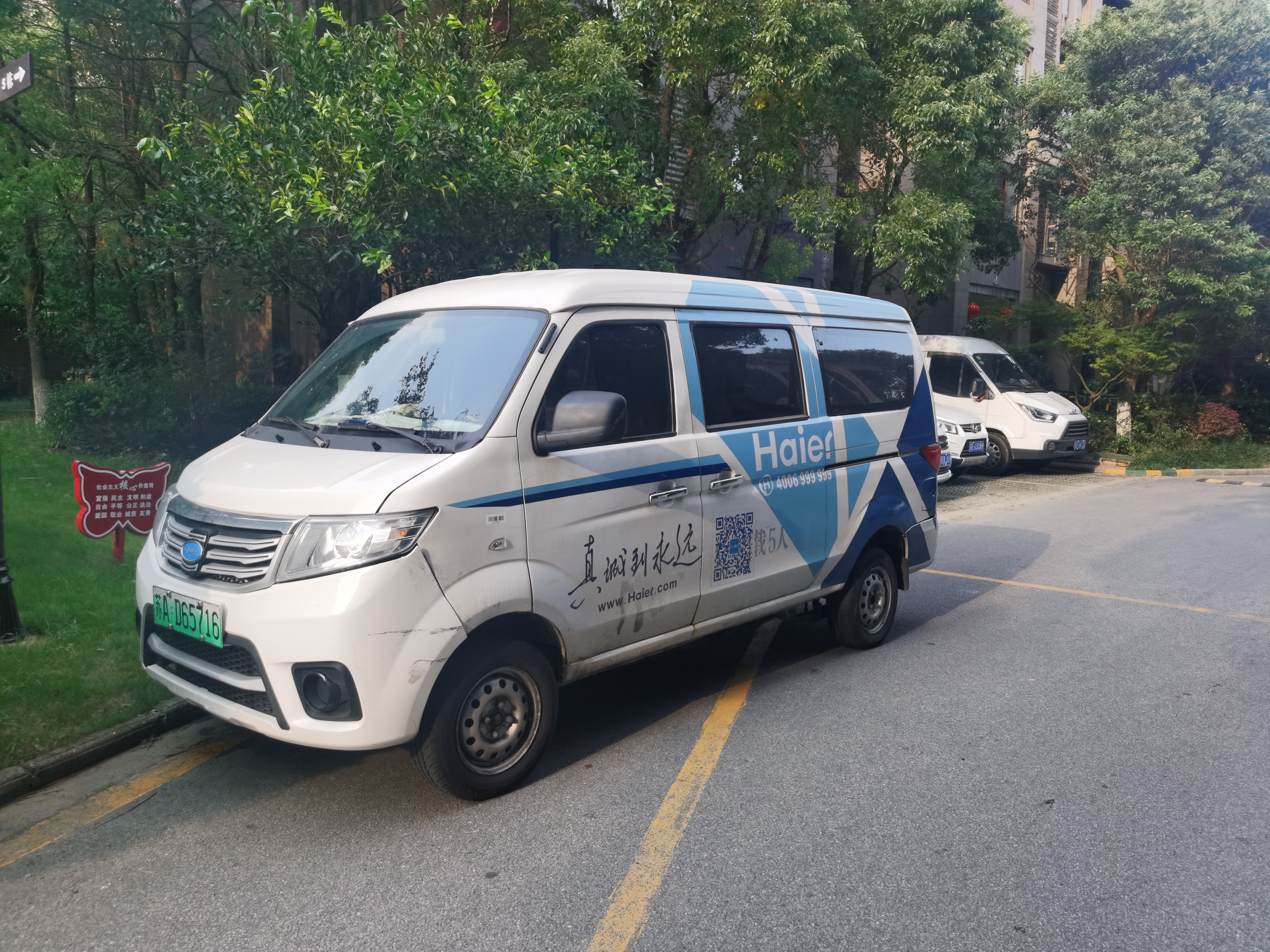
Skywell D07

Nanjing Golden Dragon Skywell D07 (南京金龙开沃D07) производится с 2017 года компанией Nanjing Golden Dragon. Автомобиль оснащается электродвигателями мощностью 60—70 кВт и крутящим моментом 220 Н·м и аккумуляторами ёмкостью 41,86—50,3 кВт⋅ч. Запас хода варьируется от 200 до 300 км.

### Bike Yizhe
Bike Yizhe (比克兴熠) производится с 2020 года компанией Bike Auto (比克汽车). Он приводится в движение электродвигателем мощностью 60 кВт и крутящим моментом 220 Н·м. Ёмкость аккумулятора — 39,8 кВт⋅ч, а запас хода — 252 км по циклу NEDC. Цена составляет 155580 юаней.